# Umut Dağ

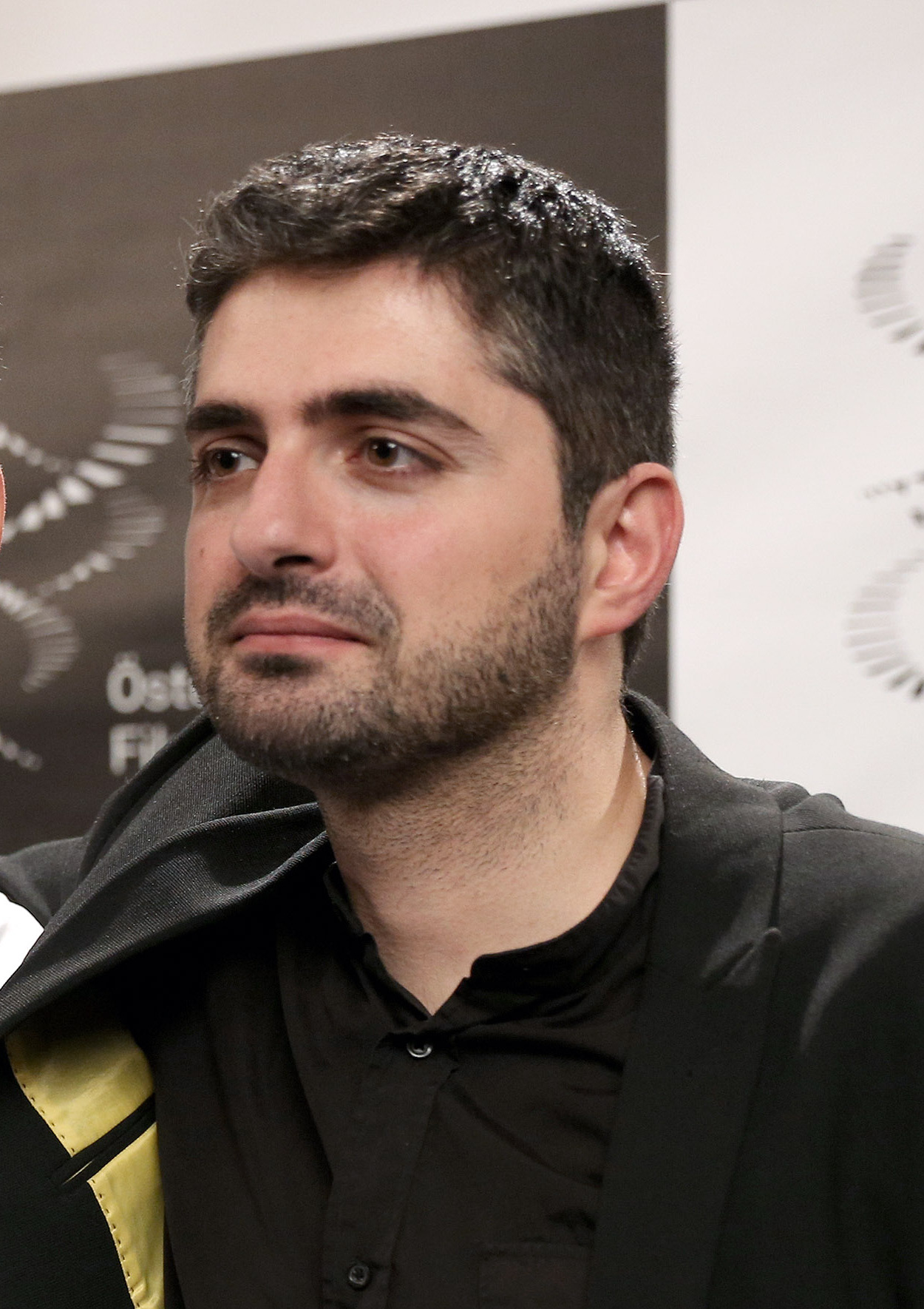
Umut Dağ beim Österreichischen Filmpreis 2015

Umut Dağ (* 1982 in Wien) ist ein österreichischer Filmregisseur und Drehbuchautor.

## Leben
Umut Dağ wuchs als ältestes Kind einer kurdischen Einwandererfamilie im Wiener Bezirk Brigittenau auf. Nach der Vienna Business School studierte er zunächst Internationale Entwicklung, Religionswissenschaften und Pädagogik. Seit 2006 studierte er Regie an der Filmakademie Wien bei Peter Patzak und Michael Haneke. Sein erster Langspielfilm Kuma feierte 2012 seine Premiere in der Berlinale-Sektion „Panorama“, zwei Jahre später folgte ebendort Risse im Beton. Bei beiden Filmen entwickelte er die Geschichte mit Petra Ladinigg, die dann das Drehbuch schrieb. 2015 drehte er eine Tatort-Folge in Konstanz.
Umut Dağ ist Mitglied im Bundesverband Regie.
Privat ist er mit der Schauspielerin Martina Ebm liiert.

## Filmografie
- 2008: Todesnachrichten (Kurzspielfilm)
- 2010: Radioaktiv (Kurzvideo)
- 2011: Papa (Kurzfilm)
- 2012: Kuma
- 2014: Risse im Beton
- 2015: Copstories (Fernsehserie)
- 2016: Tatort: Rebecca (Fernsehreihe)
- 2016: Landkrimi – Endabrechnung (Fernsehfilmreihe)
- 2017: Das deutsche Kind (Fernsehfilm)
- 2018: Tatort: Sonnenwende (Fernsehreihe)
- 2019: Tatort: Das Monster von Kassel (Fernsehreihe)
- 2019: Vienna Blood – Königin der Nacht (Fernsehfilmreihe)
- 2019: Vienna Blood – Der verlorene Sohn (Fernsehfilmreihe)
- 2021: Am Anschlag – Die Macht der Kränkung (Fernsehserie)
- 2022: Das Haus der Träume (Fernsehserie)
- 2024: Vienna Blood – Mephisto (Fernsehfilmreihe)
- 2025: Polizeiruf 110: Widerfahrnis

## Auszeichnungen (Auswahl)
- 2011: First Steps Award für den besten mittellangen Film für Papa
- 2012: Bester Film beim Filmfestival Linea d’ombra in Salerno für Kuma
- 2012: Audience Award bester Film beim internationalen Filmfestival Lecce
- 2012: Bester Film beim internationalen Filmfestival Saitama, Skip City International D-Cinema Festival
- 2012: Golden Goddess für den besten Regisseur beim internationalen Filmfestival Pristina
- 2012: Golden Starfish Award für den besten Film beim Hamptons International Film Festival
- 2012: Bester Film beim internationalen Filmfestival in Toruń (TOFIFEST)
- 2014: Bester Film beim Filmkunstfest Mecklenburg-Vorpommern, Schwerin
- 2018: Deutscher Regiepreis Metropolis in der Kategorie Beste Regie Fernsehfilm für Das deutsche Kind[3]
- 2022: Romyverleihung 2022 – Auszeichnung für die beste Regie TV/Stream für Die Macht der Kränkung[4]
- 2025: Deutscher Fernsehkrimipreis: Sonderpreis beste Regie für Polizeiruf 110: Widerfahrnis[5]